# Filet-O-Fish
Il Filet-O-Fish è un panino imbottito a base di pesce venduto nella catena di fast food McDonald's.

## Storia
Nacque nel 1962 a Cincinnati, nell'Ohio, su iniziativa di Lou Groen, titolare in franchising di un ristorante McDonald's del luogo. Inizialmente il panino venne ideato per sopperire alla necessità della comunità cattolica locale di avere un panino che non contenesse carne da mangiarsi il venerdì, cosa che una catena concorrente aveva iniziato a proporre. La pratica di non cibarsi di carne il venerdì per assolvere il precetto dell'astinenza dalle carni era molto comune negli anni sessanta presso i cattolici. Venne quindi pensato di sostituire la carne dell'hamburger abituale con il pesce.
Da lì in poi il Filet-O-Fish si è diffuso in tutti i ristoranti McDonald's del mondo, dimostrandosi una valida alternativa a chi non può mangiare carne per motivi di salute o in quei Paesi dove non è permesso cibarsi di essa per motivi religiosi. Specialmente nei Paesi islamici il pesce viene sempre considerato Halal, mentre la carne di altro tipo necessita di particolari tecniche di macellazione per essere considerata "pura" e quindi commestibile.

## Ingredienti
- Corona del panino
- Salsa tartara
- Trancio di merluzzo impanato e fritto
- Mezza fetta di formaggio Cheddar
- Base del panino

## Valori nutrizionali
Il Filet-O-Fish, in Italia noto anche come filetto di pesce, ha 327 kcal (1373 kJ), 14 g di lipidi, 36 g di carboidrati e 15 g di proteine.